# 2016年夏季奧林匹克運動會現代五項比賽
2016年夏季奧林匹克運動會現代五項比賽於8月18日至20日在德奧多羅水上運動中心、德奧多羅體育場和青年體育館舉行。男女項目各會有36為運動員參賽。最初國際現代五項總會(UIPM)提議，五個項目都在同一個競賽場地舉行，最終雖然沒有成行，不過各場地相距大約300公尺。

## 参赛国家和地区
- 阿根廷（2）
- （2）
- 白俄罗斯（1）
- 巴西（2）
- 保加利亚（1）
- 加拿大（2）
- 中国（4）
- 古巴（2）
- 捷克（3）
- 埃及（3）
- 法国（3）
- 德国（4）
- 英国（4）
- 危地马拉（2）
- 匈牙利（4）
- 爱尔兰（2）
- 意大利（4）
- 日本（3）
- （2）
- 拉脱维亚（1）
- 立陶宛（3）
- 墨西哥（2）
- 波兰（3）
- 韩国（3）
- 俄罗斯（3）
- 土耳其（1）
- 乌克兰（3）
- 美国（3）

## 獎牌得主
| 項目          | 金牌                          | 银牌                            | 铜牌                                |
| 男子 （詳細） | 亚历山大·列松 · 俄罗斯（RUS） | 帕夫洛·季莫先科 · 乌克兰（UKR） | 伊斯梅尔·埃尔南德斯 · 墨西哥（MEX） |
| 女子 （詳細） | 克洛伊·埃斯波西托 · （AUS）   | 艾洛蒂·克劳威尔 · 法国（FRA）   | 奥克塔维亚·诺瓦茨卡 · 波兰（POL）   |

## 獎牌榜
| 排名 | 国家／地区 | 金牌 | 银牌 | 铜牌 | 總數 |
| ---- | ---------- | ---- | ---- | ---- | ---- |
| 1    |            | 1    | 0    | 0    | 1    |
| 1    | 俄罗斯     | 1    | 0    | 0    | 1    |
| 3    | 法国       | 0    | 1    | 0    | 1    |
| 3    | 乌克兰     | 0    | 1    | 0    | 1    |
| 5    | 墨西哥     | 0    | 0    | 1    | 1    |
| 5    | 波兰       | 0    | 0    | 1    | 1    |
| 共计 | 共计       | 2    | 2    | 2    | 6    |

## 外部連結
- UIPM Rio 2016 Coverage
- NBC Olympics（页面存档备份，存于）